# 언더 더 씨 2
《언더 더 씨 2》(영어: Fishtales 2)는 2017년 공개된 미국의 애니메이션 영화이다.

## 줄거리
피시테일 산호초에 사는 파스텔 물고기 피피가 학교에 가는 첫날.
단짝인 친구들과 한 반이 되고,
고대했던 샤크 선생님이 담임 선생님이 되자 아이들은 마냥 기쁘다.
샤크 선생님은 첫날부터 아이들을 데리고 현장 학습에 나서는데,
그건 바로 깊은 바다에 가라앉은 전설의 침몰선을 보러 가는 것!
피피와 릴리는 침몰선 안을 구경하던 중 바다 괴물에게 쫓겨
정신없이 도망치다 낯선 곳에서 길을 잃고 만다.
과연 이 둘은 무사히 집으로 되돌아갈 수 있을까?

## 배역
- 오은수
- 방지원
- 송영인
- 조연우
- 신정훈
- 박상우